# Urcuit
Urcuit är en kommun i departementet Pyrénées-Atlantiques i regionen Nouvelle-Aquitaine i sydvästra Frankrike. Kommunen ligger i kantonen Saint-Pierre-d'Irube som tillhör arrondissementet Bayonne. År 2022 hade Urcuit 3 006 invånare.

## Befolkningsutveckling
Antalet invånare i kommunen Urcuit
| Referens: INSEE |